# Tombe 12 d'Amarna
La tombe 12 d'Amarna est une ancienne sépulture situé à Amarna, en Égypte. Elle a été utilisée pour l'inhumation de Nakhtpaaton, ancien vizir égyptien sous le règne du pharaon Akhenaton de la XVIIIe dynastie. Ses titres, tels qu'ils figurent dans sa maison et sa tombe, sont : « Prince héréditaire », « Comte », « Garde des sceaux », « Surveillant de la ville et Vizir », « Surveillant des projets de travaux à Akhetaton ».
Seules la façade et l'entrée ont été achevées pour cette tombe. Il y a des débuts de trois colonnes dans la salle principale, mais la tombe n'a jamais dépassé ce stade.